# Leyenda Negra (canción)
"Leyenda Negra" es una canción del grupo de hip hop chileno Tiro de Gracia. Es la #15 canción de su exitoso álbum debut Ser humano!!, lanzado el 1997. Es cantada principalmente por Juan Pincel, con acompañamientos de Lenwa Dura y en el coro con la colaboración de Joe Vasconcellos. 
Esta es tal vez una de las canciones más duras a nivel político y protestante del grupo. Tiene una gran instrumentación indígena, utilizando bombo, trutruca, trompe en el coro y acompañamientos (posiblemente mapuches), manteniéndose como una de las varias canciones de fusión latinoamericana de T.D.G., como la popular "América".
La letra está inspirada en la leyenda negra española, principalmente en el ataque, tortura y maltrato a los pueblos indígenas. Critica a la Iglesia católica, el Estado (antiguo y actual), la educación, a los conquistadores españoles (incluyendo a Cristóbal Colón), la ambición y la continuación del genocidio imperialista en la actualidad, hablando explicitamente de Estados Unidos como un país invasor en cuanto a la política.

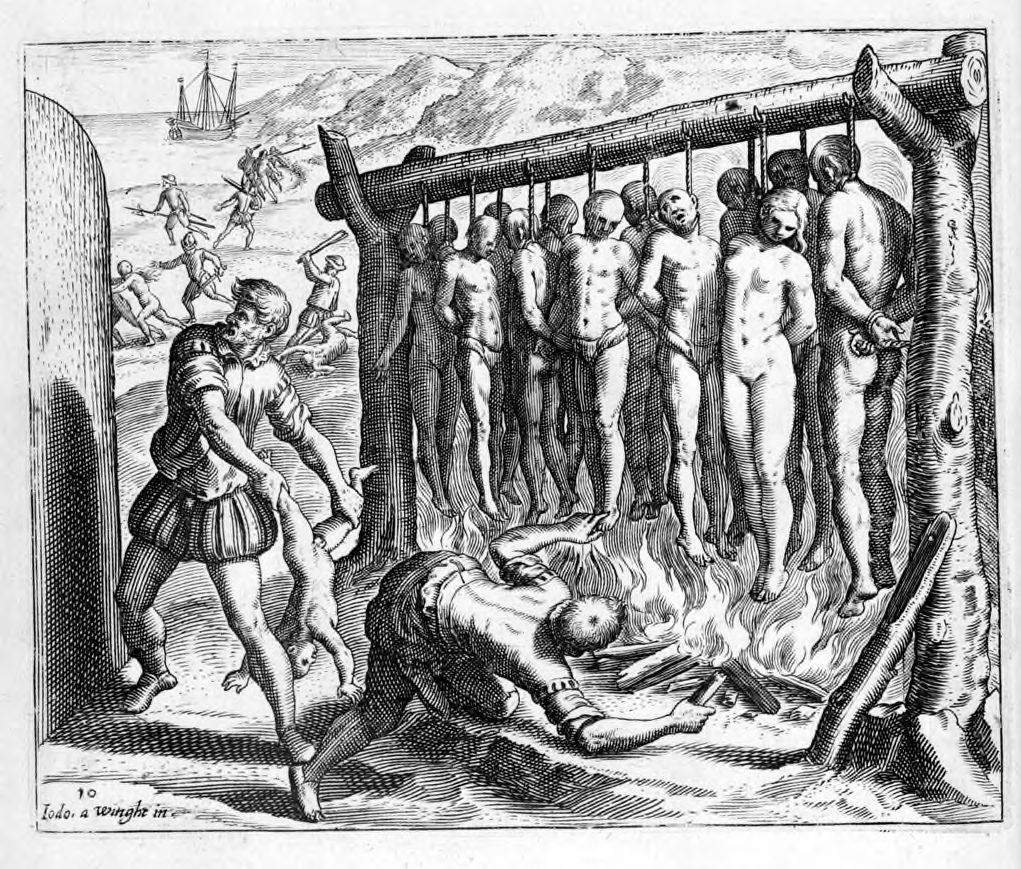
Ilustración de Theodor de Bry (1528–1598) inspirada en un pasaje de la Brevísima de Fray Bartolomé de Las Casas, cuyos textos contribuyeron a difundir la llamada «Leyenda negra».